# Bose-Bergmann-Kaserne
Die Bose-Bergmann-Kaserne in Wentorf bei Hamburg entstand 1938 als Doppelkaserne für die Wehrmacht. Eine der beiden Truppenunterkünfte wurde nach Friedrich Julius Wilhelm Graf von Bose benannt, die andere nach Walter Friedrich Adolf von Bergmann. Beide Kasernen wurden mit zwei Bataillonen und dem Stab eines Infanterieregiments belegt. Nach dem Zweiten Weltkrieg dienten die Anlagen als Zwischenstation für Displaced Persons, später als Unterkunft für Flüchtlinge und Übersiedler aus der DDR. Ab 1961 nahm die Bundeswehr die militärische Nutzung der Kaserne wieder auf. Zunächst waren eine Luftwaffenausbildungseinheit, eine Marinestammabteilung und ein Fernmeldebataillon stationiert. Es folgten ab 1970 der Stab der Panzergrenadierbrigade 16 der 6. Panzergrenadierdivision sowie weitere Einheiten dieses Verbandes. Das Kasernenareal umfasste eine Fläche von 32,8 Hektar. Ende 1994 wurde die militärische Nutzung der Kaserne aufgegeben.

## Bau- und Stationierungsgeschichte

### NS-Staat und Zweiter Weltkrieg
Der spätere Garnisonsort Wentorf verlor in der zweiten Hälfte des 19. Jahrhunderts durch den Zuzug von Bürgern aus Hamburg zunehmend seinen ländlichen Charakter. Es entstanden Villensiedlungen. 1933 wurde Wentorf zu einer eigenständigen Gemeinde. Für die Aufrüstung der Wehrmacht benötigte der NS-Staat Truppenunterkünfte. Aufgrund der Lage von Wentorf am Rande Hamburgs, in der Nähe eines Bahnanschlusses sowie an Fernverkehrsstraßen, etwa nach Lübeck entschieden sich die Nationalsozialisten für den Bau von mehreren Kasernenanlagen in Wentorf. Neben der Bose-Bergmann-Kaserne gehörte dazu die Bismarck-Kaserne. Am 22. Oktober 1936 begannen die Bauarbeiten. Der Bezug der Kasernen fand schrittweise statt: zwar wurde feierlich am 12. April 1938 der Einzug des gesamten Infanterieregiment 90 gefeiert, doch tatsächlich konnten zunächst nur der Regimentsstab und das II. Bataillon in die Garnison einrücken. Zwischen der Bose- und der Bergmann-Kaserne bestand von Anbeginn keine bauliche Trennung. Lediglich eine Zufahrtsstraße, die heute „Zwischen den Toren“ heißt, gliederte das Areal in einen östlichen und westlichen Kasernenbereich. Das I. Bataillon konnte jedoch erst zum 5. August 1938 die Kaserne beziehen, nachdem ein weiterer Abschnitt fertiggestellt worden war.
Die Stationierung des Infanterieregiments in Wentorf wurde durch den Einsatz bei der Besetzung des Sudetenlandes sowie durch Truppenübungsplatzaufenthalte in Vorbereitung auf den Zweiten Weltkrieg mehrfach unterbrochen, bevor sie schließlich mit der Verlegung des Verbandes für den deutschen Überfall auf Polen gänzlich endete.
Während des Zweiten Weltkriegs dienten die Kasernen teilweise als Gefangenen- und Zwangsarbeiterlager.

### Nutzung der Kasernen zwischen 1945 und 1960
Mit dem Ende des Zweiten Weltkriegs besetzten britische Truppen die Wentorfer Kasernen. Noch im Mai 1945 ordnete die britische Militärregierung an, für das Gebiet des südlichen Schleswig-Holsteins ein Aufnahmelager für Displaced Persons in Wentorf zu schaffen. Anfang Juni 1945 zogen in die Kasernen die ersten verschleppten oder vertriebenen Menschen, hauptsächlich Zwangsarbeiter und ehemalige Kriegsgefangene ein. 20.000 Menschen registrierten sich hier bis Anfang 1946. Im November 1945 befanden sich noch 17.000 in Wentorf. Im Januar 1946 waren es noch 10.000, darunter 7.500 Polen. Zunächst stand das Lager unter britischer Verwaltung und wurde dann von der UNRRA übernommen. Sie wurde wiederum abgelöst von der IRO. Bis 1948 diente es der Rückführung rückkehrwilliger Menschen in ihre Heimatländer. Ab 1948 bis 1951 stand die Vorbereitung der Auswanderung für Displaced Persons im Vordergrund. Viele der Bewohner übersiedelten in die USA, nach Kanada oder Australien. Während dieser Zeit wurde in den Kasernenanlagen eine eigene Infrastruktur geschaffen: Schulen, Ausbildungsbetriebe, Sanitätszentren, Versorgungseinrichtungen, eine Radiostation, ein Kino, Sportstätten und Kirchen waren eingerichtet. Neben der Nutzung der Kasernen als Lager für Displaced Persons befanden sich jedoch auch ehemalige polnische Soldaten, die unter britischem Oberbefehl gegen Deutschland gekämpft hatten, in den Unterkünften. Sie wurden vom Verband Polnischer Kämpfer Wentorf betreut.
Im Januar 1952 wurde das Lager für Displaced Persons aufgelöst. Ab Mai 1952 standen die Kasernen leer. Im August 1952 wurde zunächst in der Bose- und Bergmann-Kaserne das Flüchtlingsdurchgangslager Wentorf im Auftrag des Landes Nordrhein-Westfalen eingerichtet. Es nahm zunächst hauptsächlich Menschen aus der DDR auf. Aufgrund des hohen Zustroms musste ab 1. Januar 1953 auch die Bismarck-Kaserne zur Unterbringung der Flüchtlinge genutzt werden. Ab dem Spätsommer 1957 kamen vermehrt Vertriebene und Aussiedler aus den ehemaligen Ostgebieten des Deutschen Reichs. Am 22. September 1958 besuchte Bundeskanzler Konrad Adenauer das Lager und sprach zu 5.000 Flüchtlingen. Die Kapazität des gesamten Lagers betrug zwischen 8.600 und 9.000 Betten. Insgesamt passierten 153.572 Menschen bis 1960 die Einrichtung, so dass sie zum größten Flüchtlingslager in der Bundesrepublik geworden war. 1959 unterband Polen weitere Transporte, so dass der Flüchtlingsstrom deutlich abnahm.

### Bundeswehr
Zum 31. Dezember 1960 wurde das Flüchtlingsdurchgangslager aufgelöst, nachdem es bereits am 30. Juni 1960 für die Neuaufnahme geschlossen worden war. Der Auszug der letzten Flüchtlinge in neue Wohnungen sollte bis Mitte Juli 1960 erfolgen, verzögerte sich jedoch. Die Belegung der Bismarck-, der Bergmann- und der Bose-Kaserne durch die Bundeswehr vollzog sich in mehreren Schritten. Dabei gehörten Verbände der Luftwaffe und der Marine zu den ersten Nutzern. Zunächst bezogen am 1. Oktober 1960 die 5. und 7. Batterie des II. Bataillon des Flugabwehrraketenlehr- und Ausbildungsregiment die Bismarck-Kaserne. Die Übernahme der Bose-Bergmann-Kaserne durch die Bundeswehr war ursprünglich für den 1. Januar 1961 vorgesehen, erfolgte jedoch bereits am 15. November 1960. Vorgesehen war die Stationierung einer Heeresfachschule. Zuvor mussten jedoch umfassende Sanierungsarbeiten durchgeführt werden.
Eine Schiffsstammabteilung der Marine wurde interimsweise in den Kasernen Anfang der 1960er Jahre untergebracht, bevor diese in neu erbaute Unterkünfte nach Flensburg umziehen konnte.
Es folgten am 30. Juni 1961 der Stab und das II./Flugabwehrraketenlehr- und Ausbildungsregiment in der Bismarck-Kaserne. Zum 1. Oktober 1961 kam es zur Umbenennung dieser Einheiten in Stab bzw. II./Flugabwehrraketenausbildungsregiment.
Das am 1. April 1962 in der Roter-Sand-Kaserne in Bremerhaven aufgestellte Marine-Fernmeldebataillon 771 des Wehrbereichskommandos I verlegte am 15. Juni 1962 in die Bose-Bergmann-Kaserne nach Wentorf. Im November 1964 zog es kurzfristig in die Bismarck-Kaserne um, kam jedoch am 2. Februar 1965 nach Lübeck in die Hanseaten-Kaserne.
Am 1. April 1963 wurden der Stab und das II./Flugabwehrraketenausbildungsregiment aufgelöst und zur Bildung des Luftwaffenausbildungsregiments 5 mit dem Stab sowie dem II. und III. Bataillon am Standort Wentorf herangezogen.
Zum 1. Oktober 1964 kam es jedoch zu einer weiteren Strukturänderung: Das Luftwaffenausbildungsregiment 5 sollte nunmehr am Fliegerhorst Goslar konzentriert werden. Ab 1. Oktober 1964 wurde daher in Wesendorf das III. Bataillon neu aufgestellt und kurz darauf nach Goslar verlegt. Am 15. Dezember 1964 folgte der Stab des Luftwaffenausbildungsregiment 5 aus Wentorf nach Goslar. Zugleich wurde das IV./Luftwaffenausbildungsregiment in Goslar neu gebildet. Die bis zum 30. September 1964 in Wentorf beheimateten Bataillone II./ und III./Luftwaffenausbildungsregiment 5 wurden am 1. Oktober 1964 zum III./ und IV./Luftwaffenausbildungsregiment 1 am Standort umgegliedert.
Das IV. Bataillon verlegte am 16. Dezember 1969 nach Ulmen in die Eifel-Maar-Kaserne. Dort wurde es ab 1. Juli 1970 dem Luftwaffenausbildungsregiment 4 unterstellt. Das III. Bataillon verließ Wentorf 1971 im Austausch mit dem Panzergrenadierbataillon 173 (L), zog zunächst in die Hanseaten-Kaserne nach Hamburg, um schließlich im Juli und August 1973 den Endstandort Lettow-Vorbeck-Kaserne in der Hansestadt einzunehmen.
Zur Umsetzung der NATO-Strategie der Vorneverteidigung begann ab 1970 die Belegung der Bose-Bergmann-Kaserne mit Einheiten und Verbänden der Panzergrenadierbrigade 16. Dazu gehörte auch deren Stab mit Stabskompanie. Die am 16. März 1959 aus der Kampfgruppe A 6 in der Briesen-Kaserne in Flensburg gebildete Führung der Panzergrenadierbrigade 16 verlegte im April 1970 in die Kaserne nach Wentorf. Dem Brigadekommando zugeordnet war das Verbindungskommando Luftwaffe. Mit dem Ende des Kalten Krieges wurde die gesamte Brigade zum 31. Dezember 1994 außer Dienst gestellt.
Der am 15. November 1961 in der Briesen-Kaserne aus der Panzeraufklärungskompanie 160 aufgestellte Brigadespähzug 160 war zunächst der Stabskompanie der Brigade unterstellt und verlegte mit dieser ebenfalls in die Bose-Bergmann-Kaserne. Am 1. April 1972 wurde er selbständig und war unmittelbar der Brigade zugeordnet. Doch zum 1. Oktober 1979 erfolgte die Wiedereingliederung in die Stabskompanie. Zum 1. April 1982 wurde der Brigadespähzug abermals herausgelöst. Er verlegte nach Eutin und wurde als 3. Zug einer Kompanie des dortigen Panzeraufklärungsbataillon 6 unterstellt.
Das zum 1. April 1959 in Panzergrenadierbataillon 173 (L) umbenannte Lehrbataillon der Heeresoffizierschule II war der Panzergrenadierbrigade 17 zugeordnet und in der Hanseaten-Kaserne (zuvor: Litzmann-Kaserne) in Hamburg stationiert. Im Juni 1971 verlegte das Bataillon in die Bose-Bergmann-Kaserne. Zum 1. Oktober 1971 wurde der bisherige Verband in Panzergrenadierbataillon 163 umbenannt. Damit war auch im Namen der Unterstellungswechsel zur Panzergrenadierbrigade 16 vollzogen. Mit dem Fall der Berliner Mauer und der Deutschen Wiedervereinigung erging am 5. Juli 1991 der Befehl, das Bataillon zum 1. April 1992 in eine Geräteeinheit umzugliedern und dem Panzergrenadierbataillon 162 zu unterstellen. Nachdem so die Einnahme der Heeresstruktur 5 abgeschlossen war, erreichte am 13. Juli 1993 das Bataillon die Weisung, sich zum 31. Dezember 1993 vollständig aufzulösen.
Am 1. Oktober 1972 schlug in der Bose-Bergmann-Kaserne die Geburtsstunde der Nachschubkompanie 160. Sie wurde aus Teilen der Stabs- und Versorgungskompanie, der 3. und 4. Kompanie des zum 30. September 1972 aufgelösten Versorgungsbataillon 166, das in der Briesen-Kaserne in Flensburg beheimatet war, aufgestellt. Sie unterstand der Panzergrenadierbrigade 16 unmittelbar. Im Zuge der Veränderungen durch das Ende des Kalten Krieges wurde sie zum 31. März 1994 aufgelöst. Sie ging zum Teil in der 8./Nachschubbataillon 6 mit neuem Standort in der Lettow-Vorbeck-Kaserne auf.
Das ab 12. April 1962 in der Kaserne Auf der Freiheit in Schleswig aufgestellte Feldartilleriebataillon 165 der Panzergrenadierbrigade 16 der 6. Panzergrenadierdivision wechselte zum 1. Mai 1967 seinen Namen in Panzerartilleriebataillon 165. Als einer der letzten Verbände der Brigade erhielt das Bataillon am 3. Mai 1972 den Verlegungsbefehl in die Bose-Bergmann-Kaserne nach Wentorf. Der Umzug vollzog sich ab Oktober und wurde am 13. November 1972 abgeschlossen. Mit dem Ende des Kalten Krieges und der Deutschen Wiedervereinigung sah das Bundesverteidigungsministerium im Rahmen der Heeresstruktur 5 die Auflösung des Bataillons am Standort Wentorf vor. Lediglich eine Batterie sollte in das Panzerartilleriebataillon 335 in Dedelstorf aufgenommen werden. Doch am 15. Dezember 1992 fiel schließlich die Entscheidung zur Außerdienststellung des gesamten Bataillons, die zum 30. September 1993 vollzogen wurde.
Ab 16. Februar 1981 begann mit einem Vorkommando in der Bose-Bergmann-Kaserne im Zuge der Einnahme der Heeresstruktur 4 die Aufstellung des gemischten und teilgekaderten Panzergrenadierbataillon 161, das zum 1. April 1981 in Dienst gestellt wurde. Die Kompanien waren auf mehrere Standorte verteilt. In der Bose-Bergmann-Kaserne waren neben dem Stab die Teileinheit 36 der 1. Kompanie sowie die aus der 4./Panzergrenadierbataillon 163 gebildete 3. Kompanie stationiert. Mit den politischen Veränderungen und dem Fall der Berliner Mauer 1989 kam jedoch bereits mit der Heeresstruktur 5 das Aus für das Bataillon. Zum 30. September 1992 erfolgte die Auflösung, wobei die 2. Kompanie im Panzergrenadierbataillon 162 aufging, die 3. Kompanie zu einer Unteroffizierlehrkompanie umgegliedert und die 4. Kompanie außer Dienst gestellt wurde.
Am 15. April 1981 wurde in der Bismarck-Kaserne das aktive Jägerbataillon 66 aufgestellt, dessen Stab mit Stabs- und Versorgungskompanie sowie der 2./ in der Bismarck-Kaserne, die 3. bis 5. Kompanie in der Bose-Bergmann-Kaserne untergebracht waren. Mit dem Ende des Kalten Krieges wurde das Bataillon am 27. März 1992 feierlich außer Dienst gestellt.
Von Mitte der 1980er Jahre an bestand die Fahrschulgruppe Wentorf 2 in der Bose-Bergmann-Kaserne.
In der Kaserne waren der Evangelische Standortpfarrer Wentorf vom 1. Mai 1955 bis zum 31. Dezember 1994 und der Katholische Standortpfarrer Wentorf vom 1. August 1972 bis 31. Januar 1995 eingesetzt. Der Standortfeldwebel Wentorf war vom 1. April 1981 bis zum 31. Dezember 1994 hier stationiert. Schließlich befand sich in der Kaserne die Standortfernmeldeanlage 117/122 sowie der Kasernenfeldwebel Wentorf 2.
Am 31. Dezember 1994 endete die Nutzung der Kaserne durch die Bundeswehr.

## Konversion
Mit der Entscheidung des Bundesministers der Verteidigung vom 15. Dezember 1992 zur Auflösung der Panzergrenadierbrigade 16 begann die Gemeinde Wentorf mit Überlegungen zur zivilen Nachnutzung der Bismarck- und der Bose-Bergmann-Kaserne. Es wurde ein Rahmenplan als städtebauliche Leitlinie erstellt.
Bereits noch vor Schließung der Kaserne wurde am 29. September 1994 für den westlichen Teil der Bose-Bergmann-Kaserne der Aufstellungsbeschluss für den Bebauungsplan 31/II Berliner Landstraße / Zwischen den Toren / Südring / Zollstraße / Hamburger Landstraße durch die Gemeindevertretung gefasst. Am 9. Dezember 1999 wurde der Bebauungsplan verabschiedet und trat am 6. Dezember 2000 in Kraft. Er weist in seinem Geltungsbereich sechzehn Teilflächen aus. Im westlichen Teil des Plangebiets wurde ein Kerngebiet mit 9 Teilflächen sowie einem Grünbereich und öffentlichen Stellplatzflächen festgesetzt. Das Plangebiet umfasst zudem im nordöstlichen Teil insgesamt 4 Teilflächen eines allgemeinen Wohngebiets. Hieran schließt sich südlich zunächst ein Mischgebiet und zwei Teilflächen für ein Gewerbegebiet an.
Ebenfalls am 29. September 1994 wurde die Aufstellung des Bebauungsplans 37 Berliner Landstraße / Am alten Exerzierplatz / Stöckenhoop / Zwischen den Toren durch die Gemeindevertretung beschlossen, der hauptsächlich die nördlichen Teile der Bose-Bergmann-Kaserne umfasste. Am 10. Juni 1999 wurde der Bebauungsplan verabschiedet und trat am 3. Februar 2000 in Kraft. Er weist in seinem Geltungsbereich 12 Teilflächen als allgemeines Wohngebiet aus. Daneben wurden in Nord-Süd- sowie in West-Ost-Richtung über das Plangebiet sich erstreckende Grünflächenzüge vorgesehen.
Des Weiteren wurde am 29. September 1994 für das östliche Gebiet der Bose-Bergmann-Kaserne die Aufstellung des Bebauungsplans 38 Berliner Landstraße / Jägerstieg / Am alten Exerzierplatz durch die Gemeindevertretung beschlossen. Am 17. September 1998 wurde der Bebauungsplan verabschiedet und trat am 11. Dezember 1999 in Kraft. Er weist in seinem Geltungsbereich neun Teilflächen als allgemeine Wohngebiete aus. Darüber hinaus wurden insbesondere Grünflächen am östlichen Rand und im Zentrum des Plangebietes sowie ein Regenrückhaltebereich festgesetzt.
Schließlich wurde am 29. September 1994 für das südliche Gebiet der Bose-Bergmann-Kaserne die Aufstellung des Bebauungsplans 39 Stöckenhoop / Jägerstieg / Südring / Zwischen den Toren durch die Gemeindevertretung beschlossen. Am 26. Februar 1998 wurde der Bebauungsplan verabschiedet und trat am 11. August 1999 in Kraft. Er weist in seinem südlichen Geltungsbereich sechs Teilflächen als Gewerbegebiete aus. Das nördliche Plangebiet ist mit drei Mischgebietsflächen überplant.
Für 37 Millionen DM erwarb die Landesentwicklungsgesellschaft Schleswig-Holstein die Flächen der Bismarck- und der Bose-Bergmann-Kaserne vom Bund und veräußerte sie an private Investoren weiter. Im September 1996 begannen die Abrissarbeiten. Diese wurden jedoch vom Landesamt für Denkmalpflege Ende desselben Monats wieder unterbunden, weil die Behörde die Truppenunterkünfte als schützenswert ansah. Ein kleines Gebäudeensemble in der Bismarck-Kaserne und einige wenige Bauwerke in der Bose-Bergmann-Kaserne wurden daraufhin unter Denkmalschutz gestellt bzw. erhalten, während für die meisten Kasernengebäude im Oktober 1996 der verfügte Abrissstopp aufgehoben wurde. Im November 1997 wurde der erste Spatenstich gefeiert. 1500 Wohneinheiten entstanden auf beiden Kasernenstandorten für 3100 Menschen.
2001 war die Neubebauung der ehemaligen Kasernengebiete bereits weitgehend abgeschlossen.